# گایلن‌کیرشن
شهر گایلن‌کیرشن در شمال غربی آلمان در ایالت نوردراین-وستفالن در کشور آلمان واقع شده‌است.